# Castillo normando-suevo (Gioia del Colle)
El castillo normando-suevo de Gioia del Colle es un castillo de origen normando situado en el centro histórico de Gioia del Colle. El Ministero per i beni e le attività culturali e per il turismo lo administra desde diciembre de 2014 por medio del Polo Museale della Puglia, que en diciembre de 2019 se ha convertido en Direzione regionale Musei.

## Historia

### Orígenes bizantinos
El núcleo más antiguo del Castillo, correspondiente al ala norte, es de época bizantina y se remonta al siglo IX. Consistía en un recinto fortificado de forma rectangular realizado en piedra caliza. Había un pequeño patio, contiguo a la muralla meridional, que se abría hacia el exterior en la que ahora es Piazza dei Martiri del 1799. En caso de incursiones enemigas el castillo tenía la función principal de dar cobijo a la población.

### Período normando

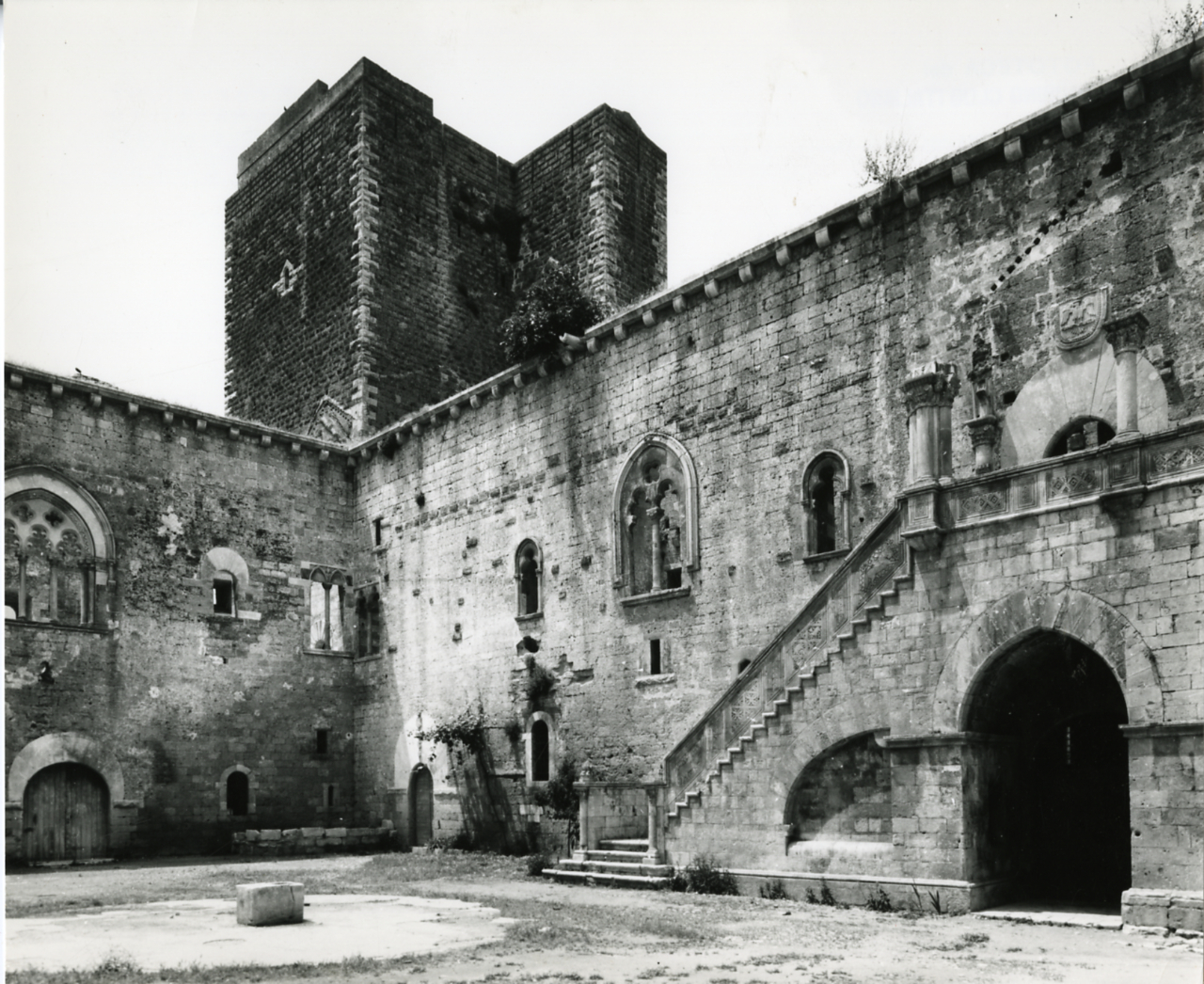
El patio interior. Foto de Paolo Monte, 1970

Entre los siglos XI y XII, el castillo fue ampliado por Riccardo Siniscalco, de la dinastía normanda de Altavilla (Senescal es el título de un alto funcionario real de los Normandos), duque de Apulia y primer señor feudal del territorio de la actual Gioia del Colle. El documento más antiguo en el que se menciona el castillo se remonta a 1108: por lo tanto, eso parecería anterior a la ampliación normanda. Riccardo Siniscalco transformó la fortaleza bizantina en un baluarte feudal, ampliando el patio hacia el sur y cerrándolo con un muro sólido, en la esquina suroeste construyó un bastión, luego llamado "Torre De 'Rossi". El rey de Sicilia, Roger II , también de linaje normando, modificó parcialmente la fortaleza, con la adición de otras dos torres en las esquinas noreste y noroeste, que ya no existen.
El Castillo y el poblado circunstante fueron destruidos más tarde por Guillermo I el Malo, cuando recobró el poder sobre la tierra de Bari.

### Período suevo
El paradero actual se debe al emperador suabo Federico II Hohenstaufen, el cual alrededor de 1230, de regreso de la VI cruzada en Terrasanta,refundó el Castrum añadiendo una torre en la esquina sudeste, denominada "Torre Emperatriz", erigiendo  muros de cortina en el patio, para sacar áreas cerradas,  de representación, residenciales y de servicio en el primer piso (cocina, depósitos, establos, caballerizas).
De esta manera el edificio asumió una estructura aproximadamente cuadrangular, con patio interior y cuatro torres angulares, típica de los castillos federiciani.
El Castillo, así querido del Emperador, era parte del sistema de residencias y fortificaciónes diseminados en el territorio del Italia meridional, desde Capitanata hasta Sicilia, destinadas al control militar de las fértiles regiones del Reino. Largo toda la edad sueva, de hecho, el Castillo de Gioia del Colle fue sede de una guarnición militar y solamente algunas habitaciónes fueron dejadas libres y a disposición del soberano. A partir de algunas crónicas y testimonios, aunque posteriores, parece, sin embargo, que al puer apuliae le encantaba residir en el Castillo de Gioia para sus cacerías en los bosques de la Silva Regia.

### Periodo angevino, aragonés y español
Con la derrota de Manfredo en la batalla de Benevento en 1266, terminó la hegemonía suaba sobre el sur de Italia. El Castillo de Gioia del Colle corrió la misma suerte. Después de la Dinastía Hohenstaufen, quedó bajo el dominio de los angevinos y luego de los aragoneses y a continuación de los españoles del Virreinato de Nápoles, siglos XVI y XVII. Tras la muerte de Manfredo, quien según se cree nació en Gioia del Colle, el Castillo pasó a ser propiedad de los Príncipes de Tarento hasta el siglo XV, de los Condes de Conversano hasta el siglo XVII y de los Príncipes de Acquaviva hasta principios del siglo XIX. A lo largo de estos siglos, el Castillo se transformó gradualmente de una construcción militar a una mansión residencial y se adaptó a las nuevas necesidades de vivienda, habiendo perdido toda importancia militar y civil, aunque manteniendo su su planta estructural. A partir del siglo XVII, perdiendo gradualmente importancia, el Castillo empezó una larga fase de decadencia y fue objeto de modificaciones, aunque manteniendo la estructura original a diferencia de otros castillos de Apulia, que padecieron diversas adaptaciones adecuándose a las nuevas necesidades militares. Por eso el castillo de Gioia del Colle es uno de los testimonios más fieles del período normando-suabo.

### Edad Contemporánea
El Castillo se convirtió en propiedad de Donna Maria Emanuela Caracciolo en 1806 hasta 1868. En el 1884 fue comprado por el canónigo Daniele Eramo, mientras que a principios del siglo XX pasó al marqués de Noci, Orazio De Luca Resta, quien llamó la atención sobre el monumento, promoviendo su restauración, y más tarde propuso su donación a la Municipalidad de Gioia del Colle. Se remontan a este período las primeras obras de restauración realizadas entre 1907 y 1909 por el arquitecto Angelo Pantaleo, que pretendía recuperar el aspecto original, sin embargo realizando reconstrucciones arbitrarias a partir de una imagen estereotipada de la Edad Media. Entre ellas algunas monóforas, bíforas y la trifora en el muro cortina interior del lado sur, así como el trono y el mobiliario de piedra de la sala homónima. En sus reconstrucciones, sin embargo, el arquitecto utilizó material reutilizado, incluso de considerable valor, escrupulosamente recuperado en el derribo de las adiciones superfluas - estructuras posteriores, que se remontan a períodos de decadencia - existentes en el patio.
En 1957 el Castillo, muy destartalado , debido a que fue mantenido en estado de abandono por los herederos del marqués De Luca Resta, fue adquirido por el Ministerio de la pública educación e incluido entre los monumentos nacionales.
Entre 1969 y 1974 el Castillo volvió a ser restaurado, tras algunos derrumbes siguientes a la intervención de 1907, esta vez por parte del ingeniero Raffaele De Vita. El recuperó la funcionalidad de las estancias de primer piso, convirtiéndolo finalmente en un lugar visitable como monumento, pero también apto para organizar actividades culturales.
Desde 1977 el Castillo es sede del Museo arqueológico nacional de Gioia del Colle. Además, largo un breve período el Castillo ha hospedado la Biblioteca comunal don Vincenzo Angelillo.

## Descripción

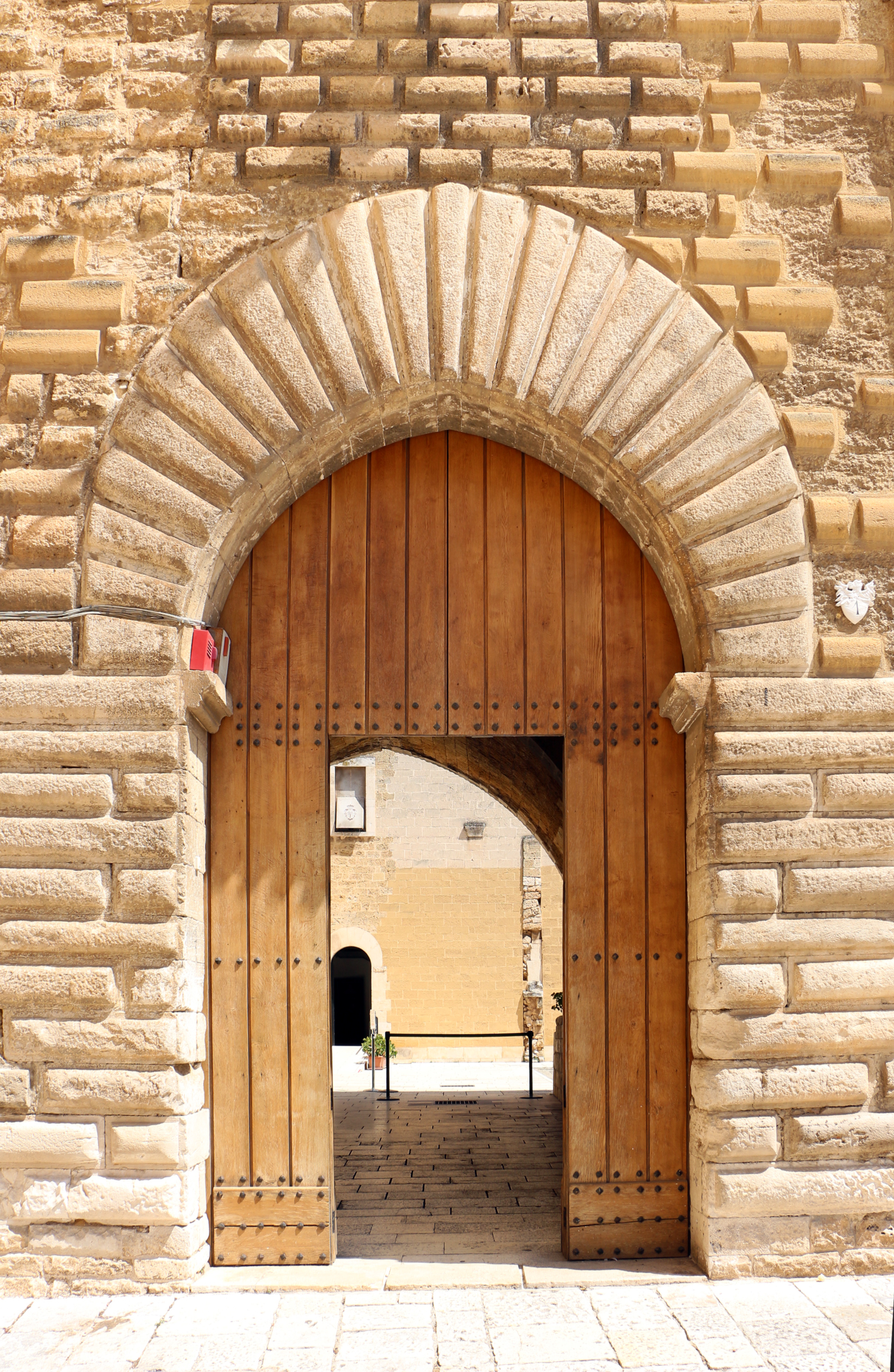
La entrada principal del castillo, en el lado oeste

El Castillo consta de un patio interior alrededor del cual surgen las habitaciones, organizadas en dos pisos. En las dos esquinas del lado sur hay, de las cuatro originalmente presentes, dos torres (llamadas “De 'Rossi” y “dell'Imperatrice”, respectivamente de 28 m y 24 m de altura). Las referencias a estas torres están contenidas en los escritos de Honofrio Tangho de 1640 y de Gennaro Pinto de 1653.

El aspecto exterior se ve afectado por las aportaciones estilísticas de los diferentes propietarios del Castillo; sin embargo, el aporte de Federico II de Suabia es lo que más tuvo efecto en el aspecto final. De hecho, la obra de Federico es eclécticamente rica en diferentes aportaciones, típica de la tendencia del Emperador a combinar estilos muy diferentes entre sí, con especial atención a la arquitectura islámica. Esto puede notarse en la variedad de motivos artísticos en el patio y en las habitaciones, inspirados precisamente en modelos árabes filtrados a través de modelos cruzados, a los que se suma el vistoso sistema de almohadillados que da una nota de monumentalidad a la severa y austera construcción normanda. Este proceso arquitectónico, de valor exclusivamente decorativo, se manifiesta en las cornisas de sillería de piedra caliza blanca en los bordes de las torres y en las originales aberturas exteriores de la fachada de cortinas y torres.

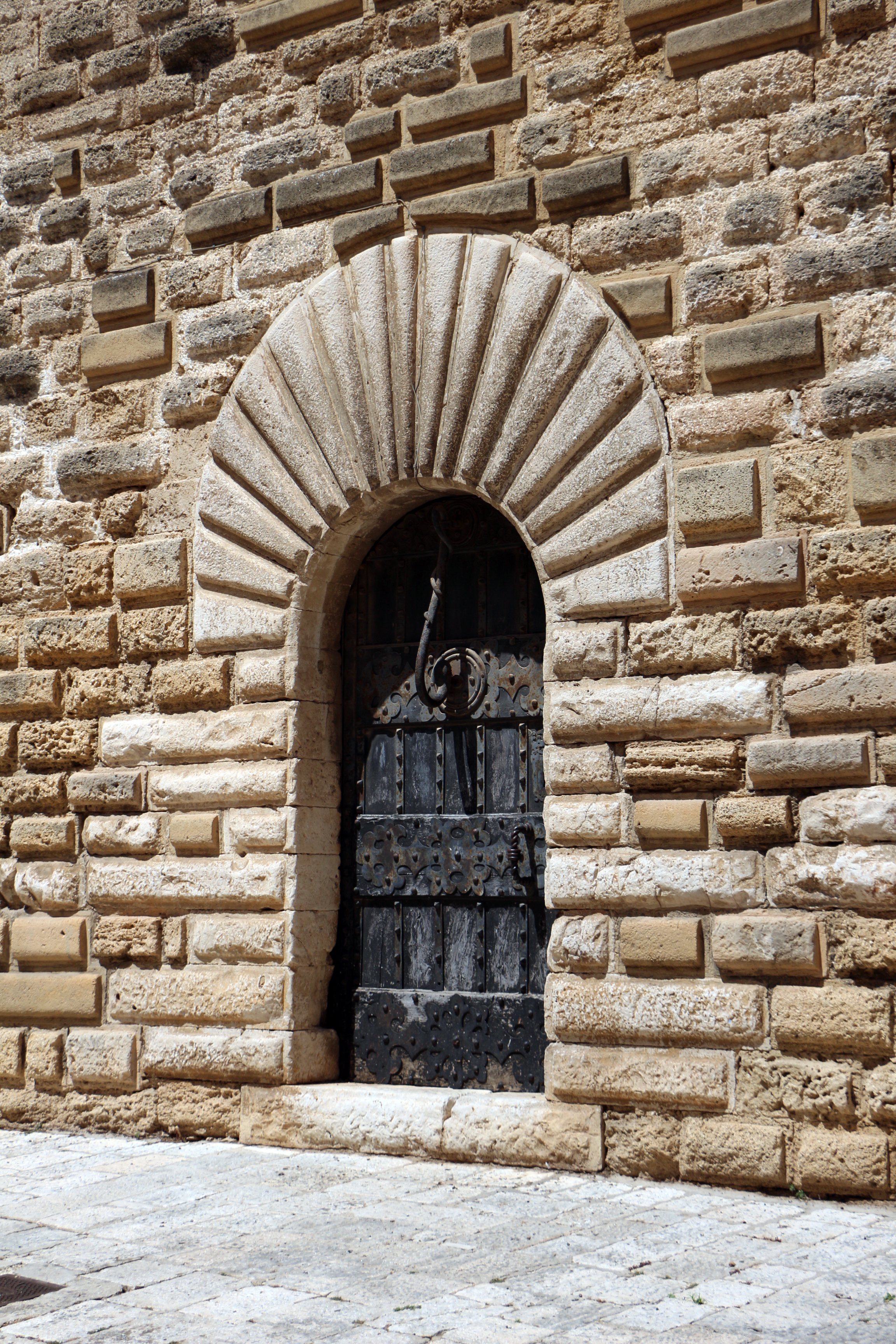
El portal sud

El material de construcción del Castillo es principalmente piedra caliza y carparo rojo. La mampostería exterior consta de tres tipos diferentes de estructuras amuralladas que revelan tres épocas de construcción distintas: pequeños sillares de piedra caliza, en la cortina norte y noreste; almohadillados rectangulares en forma de maleta con canales huecos, en la Torre Emperatriz; almohadillados rectangulares ligeramente salientes y aplanados muy desgastados por el tiempo, sobre el resto del edificio. En particular, el carparo rojo se utilizó para hacer las cortinas y la parte superior de las torres; de hasta 4,50 m de altura, sobre estas últimas, se utilizaron de hecho almohadillados en piedra caliza muy ligeras. También se usó en las esquinas de las torres y en el enmarcado de portales, ventanas y algunas troneras.
Diferentes monóforas, bíforas, una trifora (esta última se remonta a la restauración del Pantaleo en 1907) y troneras, se abren de forma desordenada en las cortinas y torres, confirmando las diferentes fases constructivas. Las cortinas de unos 12 m de altura se dividen en dos pisos; abajo hay  troneras estrechas, en cambio arriba hay varias ventanas de diversas formas.

### Entradas
Hay varias entradas: la principal consiste en un gran portal ubicado en el lado oeste, una segunda es poco más que una puerta en el lado sur. Ambos están coronados por una corona de almohadillado radiales. Caditoie de dos tubos se ciernen sobre las entradasa.
Una tercera entrada fue sacada a relucir a través de la cortina norte.

### Patio
Desde el portón principal, con arco ojival, se llega al patio trapezoidal, donde se encuentra la escalera de acceso al piso superior así como las distintas salas del piso bajo. La escalera tiene bajorrelieves  que representan animales y escenas de caza. En el centro del patio hay una cisterna para la recogida de agua de lluvia. Se han reconstruido las cortinas internas de los lados norte y este del patio.

### Salas del museo arqueológico

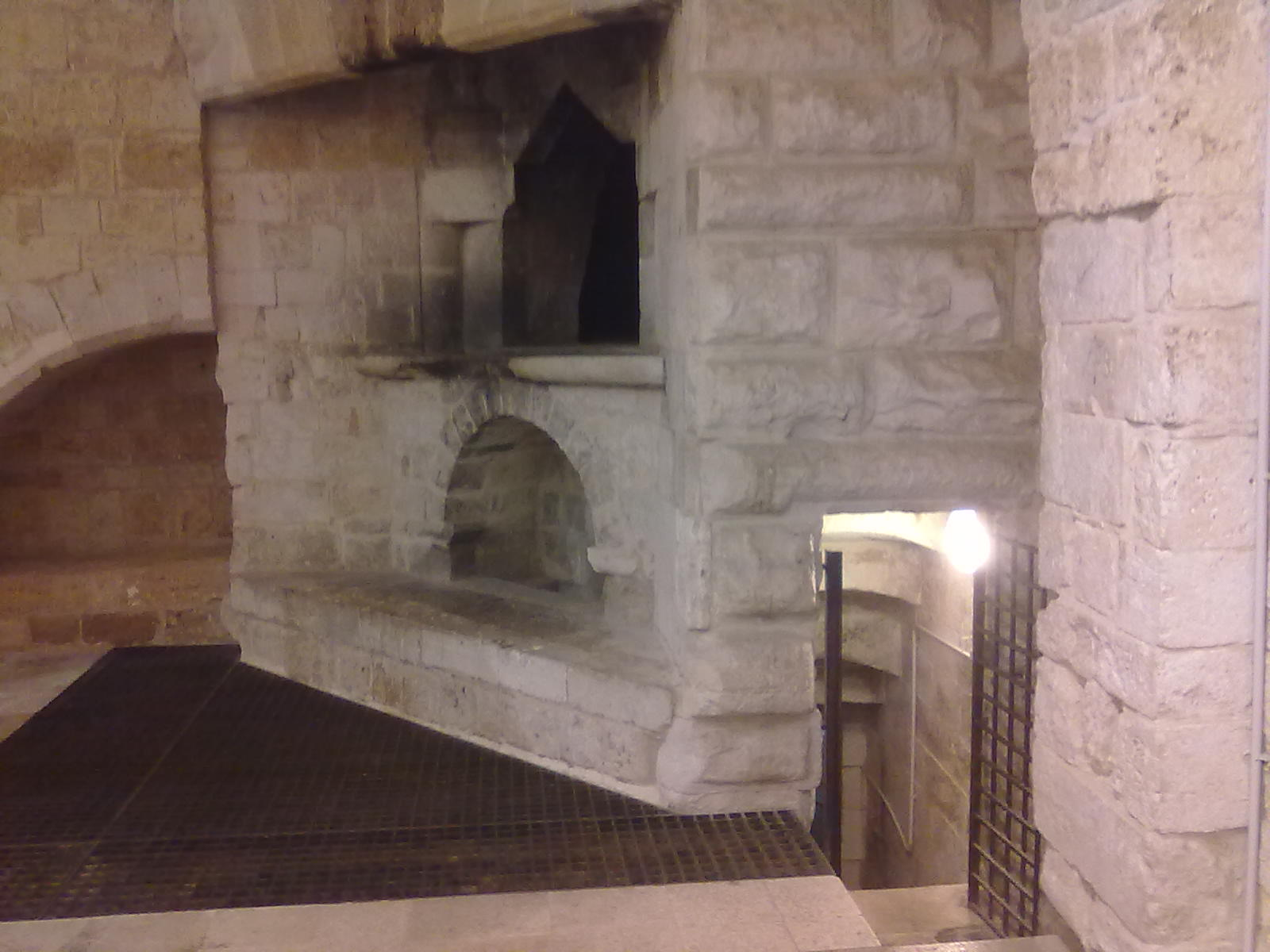
El horno monumental en la base de la Torre Emperatriz, con el acceso a la prisión.

El patio conduce a las habitaciones del piso bajo, utilizadas en la antigüedad para establos, albergar a sirvientes y hombres de armas, así como para el almacenamiento de grano y provisiones.
Estas últimas salas presentan las exposiciones del Museo arqueológico nacional de Gioia del Colle, que recoge los hallazgos de las excavaciones arqueológicas efectuados en las áreas de Monte Sannace y Santo Mola.

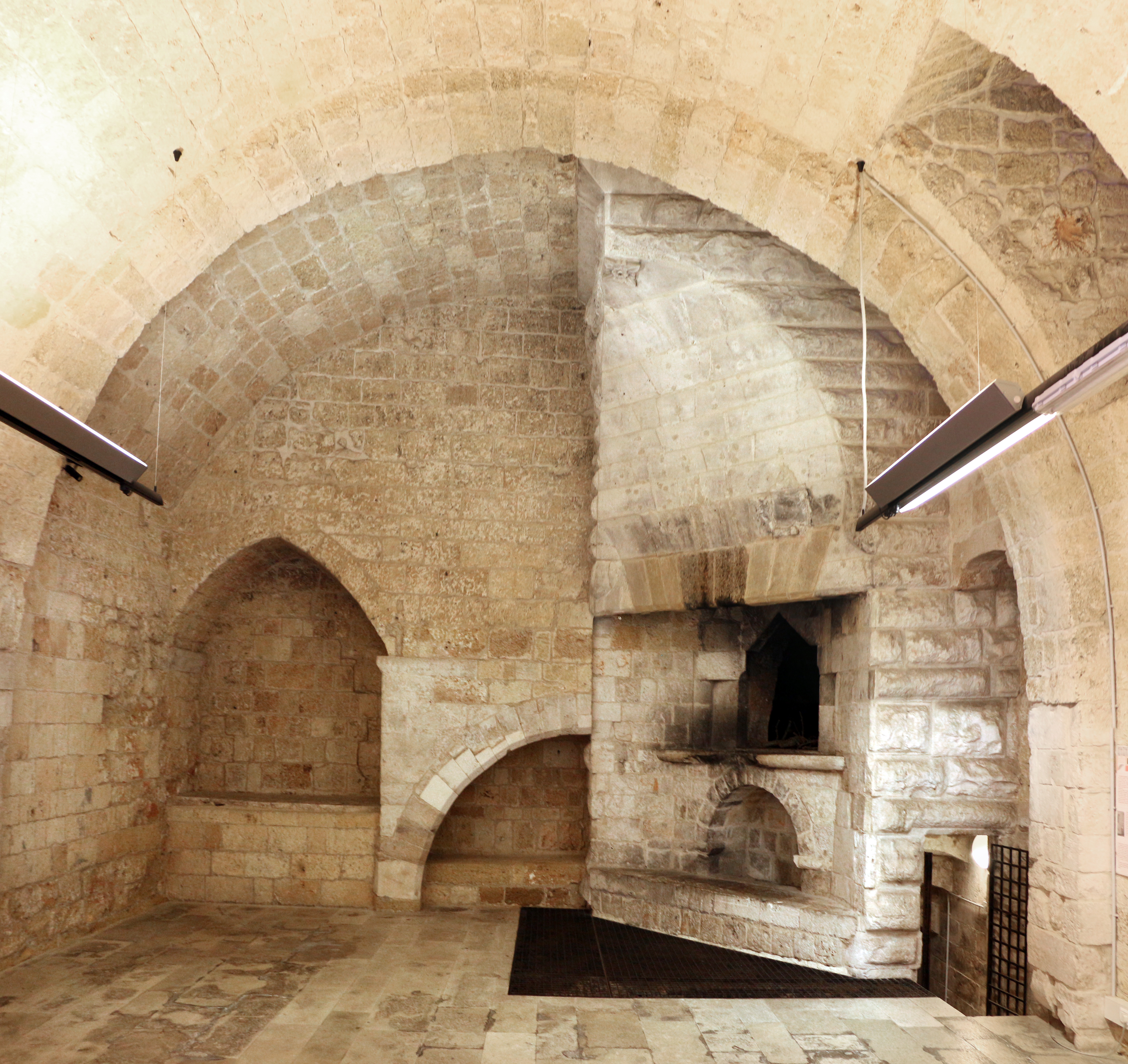
La Sala del Horno.

### Sala del horno y prisión
En el lado sur del patio se encuentra el acceso a la Sala del Horno, desde donde se desciende a un pequeño sótano, utilizado en la antigüedad como prisión, en un muro del que están esculpidas dos redondeces, que según la leyenda reproducen los senos de Bianca Lancia, amante de Federico II de Suabia.
Según la misma leyenda, la Emperatriz dio a luz a Manfredi, fruto de su relación con Federico II de Suabia, en la prisión del Castillo.
Este lugar está situado a la base de la Torre Emperatriz.

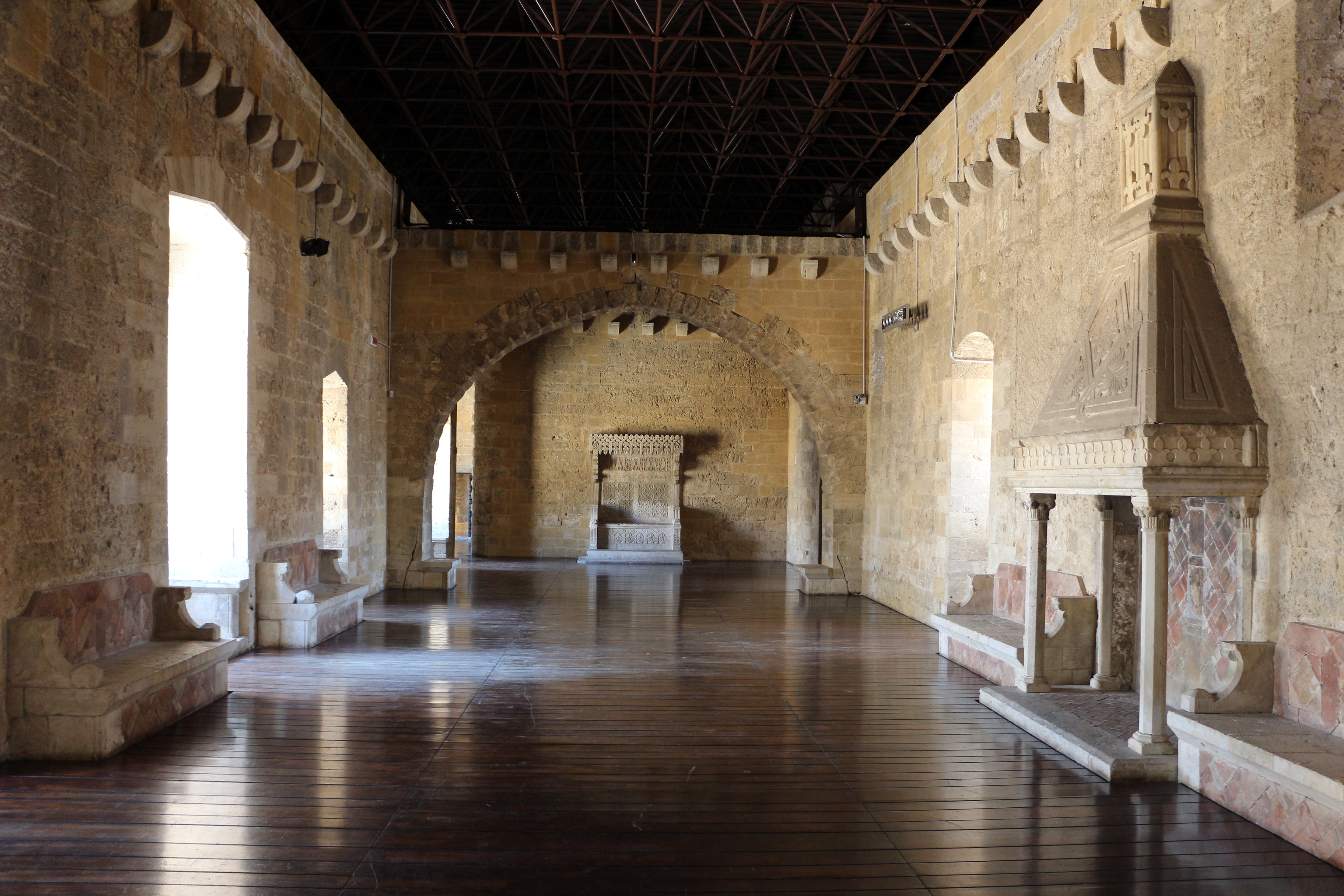
La Sala del Trono

### Sala del Trono
Desde la monumental escalera del patio se sube al primer piso, donde se encuentran otras estancias, empezando por la sala del trono. En el fondo de este hay un trono de piedra, construido durante la restauración de 1907, con fragmentos escultóricos recuperados en el Castillo tras los demoliciones. Un friso  en bajorrelieve decora la parte posterior del trono. El friso está formado por una serie de halcones dispuestos de perfil por parejas e interrumpidos por cruces .
Se utilizó un arco hacia el final de la sala para dividir idealmente la sala en dos sectores, uno destinado al Emperador y otro a los súbditos y dignatarios que se recibían en audiencia.
La cubierta de madera original, reconstruida por Pantaleo, se derrumbó en la década de 1930 y durante la última restauración fue reemplazada por una estructura metálica, mientras que el piso se cubrió con elementos de madera.

En la sala hay una chimenea y varios asientos de piedra, que también datan de la restauración del Pantaleo.

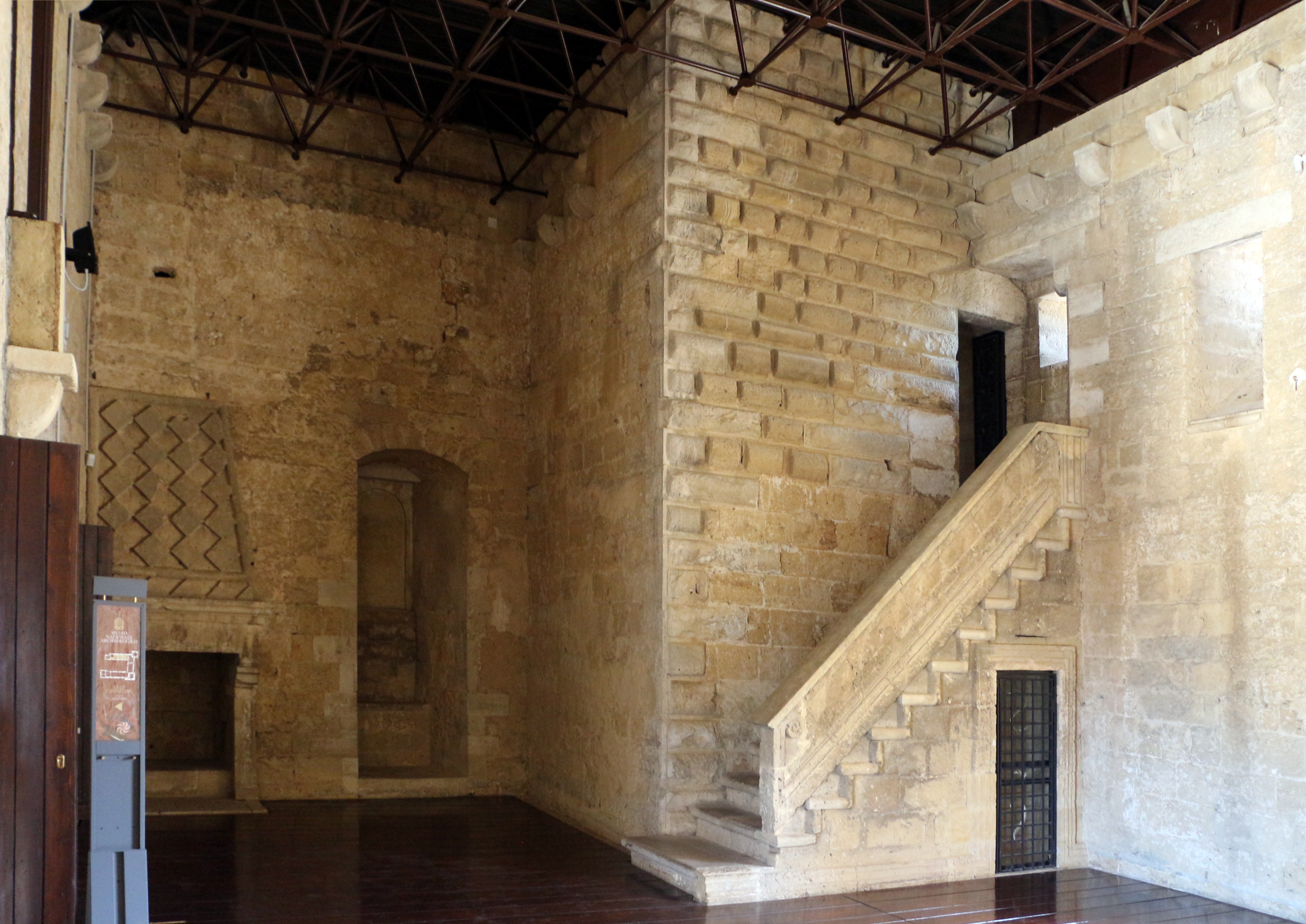
La sala del gineceo

### Sala de la Chimenea
Desde la sala del Trono se accede a la sala de la Chimenea, llamada así por la presencia de una elegante chimenea renacentista. La sala, iluminada por una hermosa trifora, reconstruida por Pantaleo en lugar de una gran ventana original, probablemente fue utilizada como comedor de la corte. Una puerta, coronada por un blasón heráldico, conduce a la sala del Gineceo, probablemente para uso de la reina y las cortesanas, que allí pasaban la mayor parte del día. Una segunda puerta, en cambio, conduce a la Torre De 'Rossi.

### Torre De' Rossi

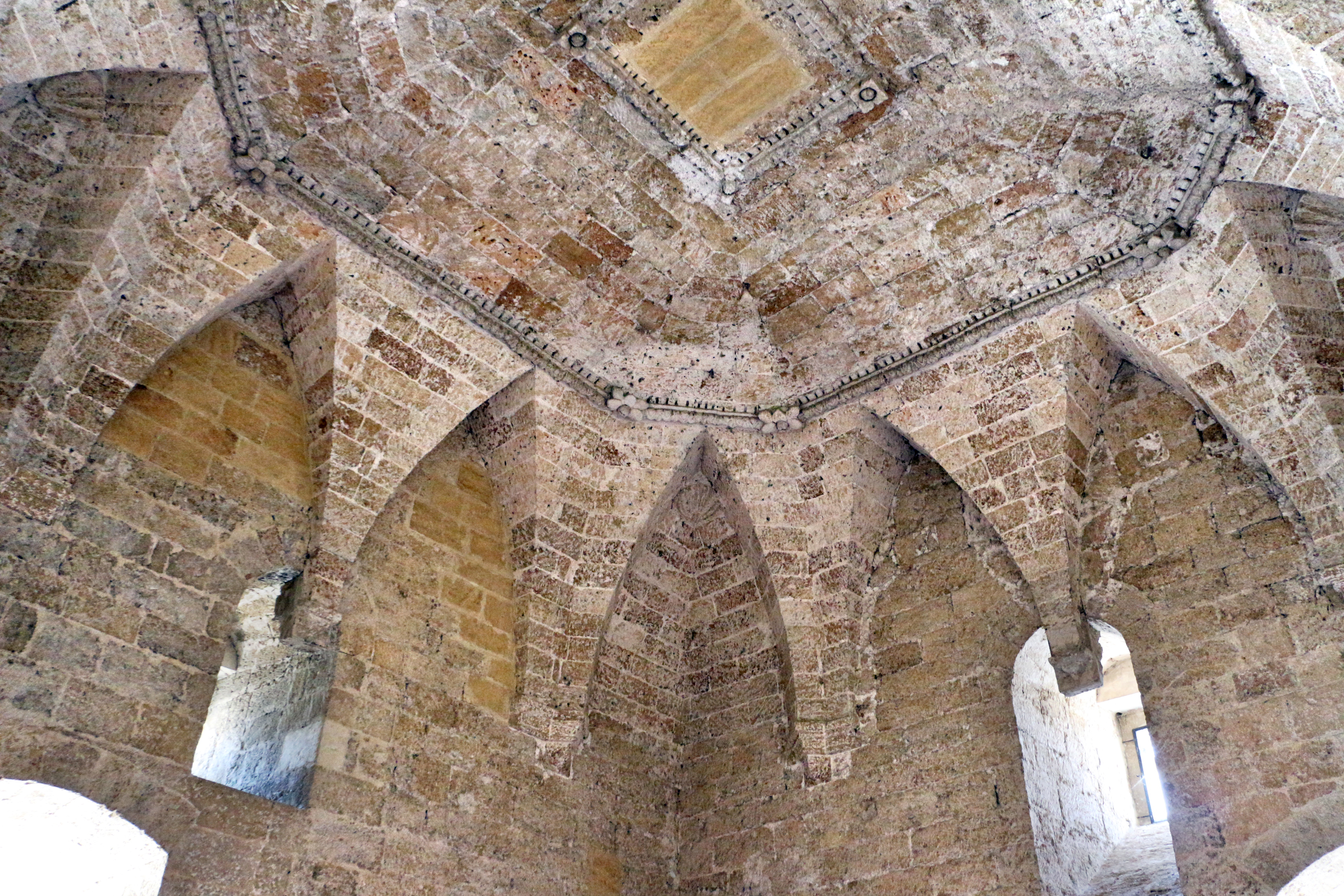
Bóveda interior de la torre de' Rossi

La torre es el torreón construido en el período normando y luego incorporado al sistema federiciano. El nombre proviene de una noble familia toscana, que permaneció allí cuando llegaron a Gioia del Colle para rendir homenaje al Emperador.
Una puerta en el lado oeste conduce a los pisos superiores de la torre, la terraza, a través de escaleras internas.
La bóveda que cubre el cuarto está formada por doce agudos arcos colgantes, unidos por un delgado marco cuadrado con motivos fitomórficos. En las cuatro esquinas, en los compartimentos de los arcos, hay cuatro elementos decorativos de concha. La bóveda probablemente fue construida en el siglo XVI.

### Torre de la Emperatriz

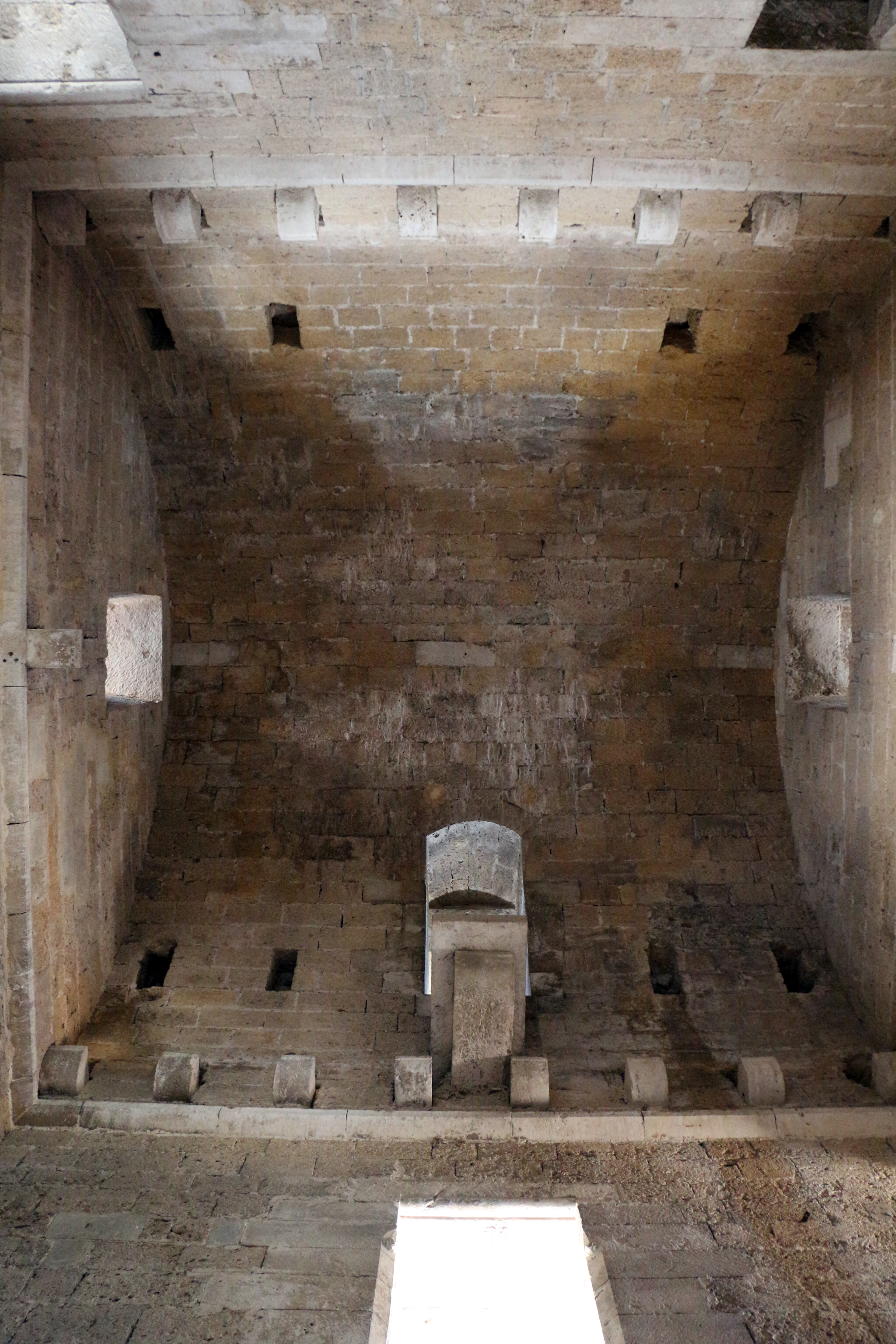
Interior de la torre de la Emperatriz

Desde la sala del Gineceo, por medio de una escalera, se llega a lo que probablemente fue el dormitorio de los regentes del castillo. Estaba dentro de la llamada Torre de la Emperatriz, ubicada en la esquina sureste del Castillo. La torre se remonta al período suabo y se construyó haciendo un uso extensivo de la piedra caliza muy ligera local. El nombre de la torre hace referencia a Bianca Lancia, amante de Federico II y madre de Manfredi, nacido según una leyenda en las mazmorras del Castillo, donde fue encarcelada la emperatriz por traición. Las habitaciones de la torre estaban reservadas para la familia. A ella se destinaron las instalaciones sanitarias situadas en un cuarto en el lado norte de la habitación, con desagüe al exterior. La torre constaba de tres pisos, de los que solo quedan las ménsulas, sobre las que reposaban las vigas de los desvanes de madera, derrumbadas pero no reconstruidas. Se accedía a los pisos superiores mediante escaleras de madera. Desde la planta superior se llegaba a la plataforma exterior a través de una escalera caracol de piedra, apoyada sobre una losa que sobresalía del muro.

### Leyenda de Federico II y Blanca Lancia
Bianca Lancia, de la familia de los Condes de  Loreto, logró conquistar el corazón de Federico. Los dos se conocieron en 1225, pocos meses después del infeliz matrimonio entre el emperador y Jolanda de Brienne. Al no poder casarse, los dos mantuvieron una relación clandestina de la que nacieron sus hijos Constancia, Manfredi, que heredará el trono de Sicilia, y quizás hasta Violante.       
Según una leyenda que nos ha transmitido padre Bonaventura de Lama y retomada por el historiador Pantaleo, durante el embarazo de Manfredi, Federico mantuvo a su amante encerrada en una torre del castillo de Gioia del Colle por celos. Después de dar a luz, como consecuencia a la ofensa provocada por Federico, Bianca Lancia se suicidó con una daga después de cortarse los senos, que envió al emperador en una bandeja junto con el recién nacido Manfredi. Se dice que su cuerpo fue enterrado en la mazmorra, pero nunca se ha encontrado ninguna tumba, en cambio, se ven dos redondeces en forma de pechos, esculpidas en un bloque de piedra a lo largo de la mampostería interna orientada al este. Desde ese día, todas las noches, en la torre del Castillo, ahora conocida como la Torre de la Emperatriz, se escucha un débil y desgarrador lamento: el lamento de una mujer ofendida que protesta sin cesar por su inocencia.
Esto es leyenda, la historia es un poco más controvertida pero no menos conmovedora. Según algunos, en 1246 Federico, viudo de su tercera esposa Isabella , se mudó de  Foggia al Castillo de Gioia del Colle, donde encontró a su amante  bastante sufridora. La mujer le pidió entonces que legitimara a los tres hijos nacidos de su amor, uniéndola en un matrimonio regular: algo que sucedió y que permitió a Bianca ser Emperatriz por unos días.Sin embargo, según la ''Chronica'' de fray Salimbene de Parma, el matrimonio tuvo lugar en 1250, poco antes de la muerte del emperador. Otras fuentes indican el castillo de Monte Sant'Angelo como el lugar de la relación clandestina entre Federico II y Bianca Lancia.

## El Castillo como lugar cinematográfico
En 1964 Pier Paolo Pasolini eligió el Castillo para rodar algunas secuencias de la película El Vangelo según Matteo: el palacio de Erode y la danza de Salomè, que tuvo lugar en el Salón del Trono; El saludo de Herodes  a los Reyes Magos al pie de la monumental escalera del patio.
En el verano 2014 el Castillo de Gioia del Colle ha sido elegido como lugar de prestigio para el rodaje de otras dos películas de carácter histórico-literario: "Francesco", sobre el santo de Assisi, de la directora Liliana Cavani, que ha desarrollado en la Sala del Trono el célebre episodio del encuentro de S. Francesco con el Sultano y en la Torre Emperatriz breves secuencias relativas a la enfermedad de Francesco; las escenas interiores de la película El relato de los relatos del director Matteo Garrone, inspirado en la obra del siglo XVII "Lo cunto de li cunti" de Giambattista Basile.